# 楊家将伝記 兄弟たちの乱世
『楊家将伝記 兄弟たちの乱世』（ようかしょうでんき きょうだいたちのらんせい、原題：少年楊家将）は、2006年の中国のテレビドラマ。全43話。

## 概要
『三国志演義』、『水滸伝』に並ぶ中国古典小説『楊家将演義』の映像化作品。
中国、台湾のトップ・アイドル俳優が豪華競演する、新感覚・歴史アクション。

## あらすじ
西暦960年。宋の太祖・趙匡胤により中原は統一され、戦乱の時代は終わったかに見えたが、中原の豊かさを求める北辺の大国・遼などに、宋の辺境地域は依然おびやかされていた。
宋と遼との長きに渡る争いのなか宋の北辺を死守していたのは、元は北漢の将軍で、宋に帰服した後も将軍として仕える楊業とその息子達である。
楊業はその勇猛さから”楊無敵”と呼ばれ、楊業率いる軍隊は、”無敵の軍隊”として近隣諸国にまで知れ渡っていた。

## スタッフ
- 監督：リャン・ションチュアン、ウェイ・ハンタオ、ワン・シャオジエ
- 脚本：ワン・リージー
- 主題歌：アンソン・フー

## 登場人物・出演者
| 登場人物       | 出演者             |
| -------------- | ------------------ |
| 楊業           | ウェン・ジャーミン |
| 佘賽花         | エイミー・チャン   |
| 楊四郎         | ピーター・ホー     |
| 楊七郎         | エディ・ポン       |
| 楊六郎         | フー・ゴー         |
| 楊五郎         | チェン・ロン       |
| 楊大郎         | 李東学             |
| 楊二郎         | ソン・ヤン         |
| 楊三郎         | 王暁明             |
| 張金定(楊大娘) | 陳潔               |
| 雲翠英(楊二娘) | 陳廷嘉             |
| 羅素梅(楊三娘) | 李音凝             |
| 耶律斜         | ユアン・ホン       |
| 潘宰相         | 鄧立民             |
| 八賢王         | 宗峰岩             |
| 趙匡義         | 李解               |
| 寇準           | 張柏俊             |
| 蕭綽           | 張瑞珈             |

## DVD
- 日本版 『楊家将伝記 兄弟たちの乱世』DVD-BOX計2組

発売元：MAXAM、販売元：MAXAM